# Herb gminy Sidra
Herb gminy Sidra – symbol gminy Sidra.

## Wygląd i symbolika
Herb przedstawia na tarczy w polu błękitnym ze złotą bordiurą cokół ze złotymi liśćmi, na którym leży lew tego samego koloru z podniesionym ogonem i otwartą paszczą, a pod nim żółtą nazwę gminy.